# 구로우지 게이스케
구로우지 게이스케(일본어: 黒氏 啓介, 1991년 4월 6일 ~ )는 일본의 전 축구 선수이다.

## 구단 경력
과거 YSCC 요코하마에서 활동하였다.